# Soul Song (альбом Ширлі Скотт)
Soul Song — студійний альбом американської джазової органістки Ширлі Скотт, випущений у 1969 році лейблом Atlantic.

## Опис
Перший з трьох альбомів органістки Ширлі Скотт на лейблі Atlantic став останнім для неї, записаним разом хі своїм чоловіком, тенор-саксофоністом Стенлі Террентайном, який невдовзі стане відомим музикантом після розлучення. Хоча Ширлі Скотт грає добре, а гурт (який включає гітариста Еріка Гейла) звучить фанково, матеріал альбому дещо різниться, зокрема включає «Mr. Businessman» Рея Стівенса, «Like a Lover» (на якій рідкісний вокал органістки) і «Blowin' in the Wind». 

## Список композицій
1. «Think» (Лоумен Полінг) — 8:04
2. «When a Man Loves a Woman» (Келвін Льюїс, Ендрю Райт) — 6:55
3. «Mr. Businessman» (Рей Стівенс) — 3:08
4. «Blowin' in the Wind» (Боб Ділан) — 6:20
5. «Soul Song» (Ширлі Скотт) — 5:27
6. «Like a Lover» (Мерелін Бергман, Дорі Кейммі, Алан Бергман, Нельсон Мотта) — 5:27

## Учасники запису
- Ширлі Скотт — орган, вокал (6)
- Стенлі Террентайн — тенор-саксофон (1—5)
- Ерік Гейл — гітара (1, 2, 5 і 6)
- Роланд Мартінес (2, 5), Боб Креншоу (3, 4) — бас-гітара
- Бернард Перді (2, 5), Рей Лукас (3, 4), Спекс Пауелл (1, 6) — ударні

Технічний персонал
- Джоел Дорн — продюсер
- Едріан Барбер, Пол Гудмен — інженер
- Станіслав Загорський — обкладинка